# Tunesië op het wereldkampioenschap voetbal 2018
Tunesië is een van de deelnemende landen aan het Wereldkampioenschap voetbal 2018 in Rusland. Het is de vijfde deelname voor het land. Nabil Maâloul is de bondscoach, voor hem is het het eerste WK. Tunesië eindigde derde in de groepsfase en werd zodoende uitgeschakeld.

## Kwalificatie

### Tweede ronde
|                            |             |       |                          |                                                                                              |
| 13 november 2015 17:00 UTC | Mauritanië  | 1 – 2 | Tunesië                  | Olympisch Stadion, Nouakchott Toeschouwers: 9.000 Scheidsrechter: Eric Otogo-Castane (Gabon) |
| 13 november 2015 17:00 UTC | N'Diaye 22' |       | 62' Khazri 68' Chikhaoui | Olympisch Stadion, Nouakchott Toeschouwers: 9.000 Scheidsrechter: Eric Otogo-Castane (Gabon) |

|                              |                           |       |            |                                                                                    |
| 17 november 2015 18:00 UTC+1 | Tunesië                   | 2 – 1 | Mauritanië | Olympisch Stadion, Radès Toeschouwers: 3.000 Scheidsrechter: Denis Batte (Oeganda) |
| 17 november 2015 18:00 UTC+1 | Ben Youssef 51' Bguir 84' |       | 71' Ahmed  | Olympisch Stadion, Radès Toeschouwers: 3.000 Scheidsrechter: Denis Batte (Oeganda) |

### Derde ronde
|                              |                           |       |        | |
| 9 oktober 2016 18:00 (UTC+1) | Tunesië                   | 2 – 0 | Guinee | Stade Mustapha Ben Jannet, Monastir Toeschouwers: 6.000 Scheidsrechter: Thierry Nkurunziza (Burundi) |
| 9 oktober 2016 18:00 (UTC+1) | Abdennour 58' Akaïchi 80' |       |        | Stade Mustapha Ben Jannet, Monastir Toeschouwers: 6.000 Scheidsrechter: Thierry Nkurunziza (Burundi) |

|                                |       |                   |         | |
| 11 november 2016 20:00 (UTC+1) | Libië | 0 – 1             | Tunesië | Stade Omar Hamadi, Algiers (Algerije) Toeschouwers: 6.000 Scheidsrechter: Davies Ogenche Omweno (Kenia) |
| 11 november 2016 20:00 (UTC+1) |       | 50' (pen.) Khazri |         | Stade Omar Hamadi, Algiers (Algerije) Toeschouwers: 6.000 Scheidsrechter: Davies Ogenche Omweno (Kenia) |

|                                |                                |       |                |                                                                                          |
| 1 september 2017 21:00 (UTC+1) | Tunesië                        | 2 – 1 | Congo-Kinshasa | Olympisch Stadion, Radès Toeschouwers: 52.000 Scheidsrechter: Eric Otogo-Castane (Gabon) |
| 1 september 2017 21:00 (UTC+1) | Meriah 18' (pen.) Chaalali 47' |       | 43' Bakambu    | Olympisch Stadion, Radès Toeschouwers: 52.000 Scheidsrechter: Eric Otogo-Castane (Gabon) |

|                                |                     |       |                           |                                                                                               |
| 5 september 2017 18:30 (UTC+1) | Congo-Kinshasa      | 2 – 2 | Tunesië                   | Stade des Martyrs, Kinshasa Toeschouwers: 80.000 Scheidsrechter: Daniel Bennett (Zuid-Afrika) |
| 5 september 2017 18:30 (UTC+1) | Mbemba 9' Mpoku 47' |       | 77' (e.d.) Moke 79' Badri | Stade des Martyrs, Kinshasa Toeschouwers: 80.000 Scheidsrechter: Daniel Bennett (Zuid-Afrika) |

|                            |           |       |                                       |                                                                                            |
| 7 oktober 2017 17:00 (UTC) | Guinee    | 1 – 4 | Tunesië                               | Stade du 28 Septembre, Conakry Toeschouwers: 12.000 Scheidsrechter: Janny Sikazwe (Zambia) |
| 7 oktober 2017 17:00 (UTC) | Keïta 36' |       | 45+2', 74', 90+6' Msakni 83' Ben Amor | Stade du 28 Septembre, Conakry Toeschouwers: 12.000 Scheidsrechter: Janny Sikazwe (Zambia) |

|                                |         |       |       |                                                                                                |
| 11 november 2017 18:30 (UTC+1) | Tunesië | 0 – 0 | Libië | Olympisch Stadion, Radès Toeschouwers: 56.000 Scheidsrechter: Hamada Nampiandraza (Madagaskar) |
| 11 november 2017 18:30 (UTC+1) |         |       |       | Olympisch Stadion, Radès Toeschouwers: 56.000 Scheidsrechter: Hamada Nampiandraza (Madagaskar) |

### Eindstand groep A
| Nr. | Land           | GW | W | G | V | DV | DT | DS | Ptn |
| --- | -------------- | -- | - | - | - | -- | -- | -- | --- |
| 1   | Tunesië        | 6  | 4 | 2 | 0 | 11 | 4  | +7 | 14  |
| 2   | Congo-Kinshasa | 6  | 4 | 1 | 1 | 14 | 7  | +7 | 13  |
| 3   | Libië          | 6  | 1 | 1 | 4 | 4  | 10 | –6 | 4   |
| 4   | Guinee         | 6  | 1 | 0 | 5 | 6  | 14 | –8 | 3   |

## WK-voorbereiding

### Wedstrijden
|                                                |                      |       |      |                                                                                           |
| 23 maart 2018 «onderlinge duels» 19:15 (UTC+1) | Tunesië              | 1 – 0 | Iran | Olympisch Stadion, Radès Toeschouwers: 5.000 Scheidsrechter: Ibrahim Nour El Din (Egypte) |
| 23 maart 2018 «onderlinge duels» 19:15 (UTC+1) | Mohammadi 71' (e.d.) |       |      | Olympisch Stadion, Radès Toeschouwers: 5.000 Scheidsrechter: Ibrahim Nour El Din (Egypte) |

|                                                |            |       |            |                                                                               |
| 27 maart 2018 «onderlinge duels» 20:00 (UTC+2) | Tunesië    | 1 – 0 | Costa Rica | Allianz Riviera, Nice (Frankrijk) Scheidsrechter: Frank Schneider (Frankrijk) |
| 27 maart 2018 «onderlinge duels» 20:00 (UTC+2) | Khazri 36' |       |            | Allianz Riviera, Nice (Frankrijk) Scheidsrechter: Frank Schneider (Frankrijk) |

|                                              |                              |       |                           |                                                                                   |
| 28 mei 2018 «onderlinge duels» 20:45 (UTC+2) | Portugal                     | 2 – 2 | Tunesië                   | Estádio Municipal, Braga Toeschouwers: 17.220 Scheidsrechter: Luca Banti (Italië) |
| 28 mei 2018 «onderlinge duels» 20:45 (UTC+2) | An. Silva 22' João Mário 34' |       | 39' Badri 64' Ben Youssef | Estádio Municipal, Braga Toeschouwers: 17.220 Scheidsrechter: Luca Banti (Italië) |

|                                              |                     |       |                              | |
| 1 juni 2018 «onderlinge duels» 21:00 (UTC+2) | Tunesië             | 2 – 2 | Turkije                      | Stade de Genève, Genève (Zwitserland) Toeschouwers: 12.000 Scheidsrechter: Fedayi San (Zwitserland) |
| 1 juni 2018 «onderlinge duels» 21:00 (UTC+2) | Badri 56' Sassi 79' |       | 54' (pen.) Tosun 90' Söyüncü | Stade de Genève, Genève (Zwitserland) Toeschouwers: 12.000 Scheidsrechter: Fedayi San (Zwitserland) |

|                                              |         |           |        |                                                                                                  |
| 9 juni 2018 «onderlinge duels» 20:45 (UTC+3) | Tunesië | 0 – 1     | Spanje | Koeban Stadion, Krasnodar (Rusland) Toeschouwers: 33.116 Scheidsrechter: Bas Nijhuis (Nederland) |
| 9 juni 2018 «onderlinge duels» 20:45 (UTC+3) |         | 84' Aspas |        | Koeban Stadion, Krasnodar (Rusland) Toeschouwers: 33.116 Scheidsrechter: Bas Nijhuis (Nederland) |

## Het wereldkampioenschap
Op 1 december 2017 werd er geloot voor de groepsfase van het Wereldkampioenschap voetbal 2018. Tunesië werd samen met België, Panama en Engeland ondergebracht in groep G en kreeg daardoor Wolgograd, Moskou en Saransk als speelsteden.
Op 18 juni 2018 startte Tunesië tegen Engeland hun WK 2018. Pas in de extra tijd lukte het Engeland om de 1–2 eindstand op het bord te zetten. Vijf dagen later speelde Tunesië tegen België. Opnieuw verloor Tunesië met 5–2. Doordat zowel Engeland als België hun eerste twee wedstrijden hadden gewonnen had Tunesië geen zicht meer op kwalificatie voor de volgende ronde. Hun derde, en laatste, wedstrijd won het van Panama met 1–2. Zo eindigde Tunesië in hun groep op een derde plaats met drie punten.

### Wedstrijden

#### Groepsfase
| Nr. | Land     | GW | W | G | V | DV | DT | DS | Ptn |
| --- | -------- | -- | - | - | - | -- | -- | -- | --- |
| 1   | België   | 3  | 3 | 0 | 0 | 9  | 2  | +7 | 9   |
| 2   | Engeland | 3  | 2 | 0 | 1 | 8  | 3  | +5 | 6   |
| 3   | Tunesië  | 3  | 1 | 0 | 2 | 5  | 8  | −3 | 3   |
| 4   | Panama   | 3  | 0 | 0 | 3 | 2  | 11 | −9 | 0   |

|                                               |           |       |                 |                                                                               |
| 18 juni 2018 «onderlinge duels» 21:00 (UTC+3) | Tunesië   | 1 – 2 | Engeland        | Volgograd Arena, Wolgograd Toeschouwers: 41.064 Scheidsrechter: Wilmar Roldán |
| 18 juni 2018 «onderlinge duels» 21:00 (UTC+3) | Sassi 35' |       | 11', 90+1' Kane | Volgograd Arena, Wolgograd Toeschouwers: 41.064 Scheidsrechter: Wilmar Roldán |

|                                               |                                                             |       |                        |                                                                            |
| 23 juni 2018 «onderlinge duels» 15:00 (UTC+3) | België                                                      | 5 – 2 | Tunesië                | Otkrytieje Arena, Moskou Toeschouwers: 44.190 Scheidsrechter: Jair Marrufo |
| 23 juni 2018 «onderlinge duels» 15:00 (UTC+3) | E. Hazard 7' (pen.), 51' R. Lukaku 16', 45+3' Batshuayi 90' |       | 18' Bronn 90+3' Khazri | Otkrytieje Arena, Moskou Toeschouwers: 44.190 Scheidsrechter: Jair Marrufo |

|                                               |                     |       |                            |                                                                              |
| 28 juni 2018 «onderlinge duels» 21:00 (UTC+3) | Panama              | 1 – 2 | Tunesië                    | Mordovia Arena, Saransk Toeschouwers: 37.168 Scheidsrechter: Nawaf Shukralla |
| 28 juni 2018 «onderlinge duels» 21:00 (UTC+3) | Meriah 33' ((e.d.)) |       | 51' Ben Youssef 66' Khazri | Mordovia Arena, Saransk Toeschouwers: 37.168 Scheidsrechter: Nawaf Shukralla |

FTF · A-internationals · Selecties · Bondscoaches · Tunesisch vrouwenelftal · Olympisch elftal · Tunesië U21 · Tunesië U20 · Tunesië U19 · Tunesië U18 · Tunesië U17
1950 – 1959 · 
1960 – 1969 · 
1970 – 1979 · 
1980 – 1989 · 
1990 – 1999 · 
2000 – 2009 · 
2010 – 2019 ·
2020 − 2029
WK 1978 · 
WK 1998 · 
WK 2002 · 
WK 2006 · 
WK 2018
OS 1960 · 
OS 1988 · 
OS 1996 · 
OS 2004
1957 · 
1958 · 
1959 · 
1960 · 
1961 · 
1962 · 
1963 · 
1964 · 
1965 · 
1966 · 
1967 · 
1968 · 
1969 · 
1970 · 
1971 · 
1972 · 
1973 · 
1974 · 
1975 · 
1976 · 
1977 · 
1978 · 
1979 · 
1980 · 
1981 · 
1982 · 
1983 · 
1984 · 
1985 · 
1986 · 
1987 · 
1988 · 
1989 · 
1990 · 
1991 · 
1992 · 
1993 · 
1994 · 
1995 · 
1996 · 
1997 · 
1998 · 
1999 · 
2000 · 
2001 · 
2002 · 
2003 · 
2004 · 
2005 · 
2006 · 
2007 · 
2008 · 
2009 · 
2010 · 
2011 · 
2012 · 
2013 · 
2014 · 
2015 · 
2016 ·
2017 ·
2018 ·
2019 ·
2020 ·
2021 ·
2022 ·
2023 ·
2024
Algerije ·
Angola ·
Argentinië ·
Australië ·
Bahrein ·
België ·
Benin ·
Bosnië en Herzegovina ·
Botswana ·
Brazilië ·
Bulgarije ·
Burkina Faso ·
Burundi ·
Canada ·
Centraal-Afrikaanse Republiek ·
Chili ·
China ·
Colombia ·
Comoren ·
Congo-Brazzaville ·
Congo-Kinshasa ·
Costa Rica ·
Denemarken ·
Djibouti ·
Duitse Democratische Republiek ·
Duitsland ·
Egypte ·
Engeland ·
Equatoriaal-Guinea ·
Ethiopië ·
Finland ·
Frankrijk ·
Gabon ·
Gambia ·
Georgië ·
Ghana ·
Guinee ·
Ierland ·
IJsland ·
Irak ·
Iran ·
Italië ·
Ivoorkust ·
Japan ·
Joegoslavië ·
Jordanië ·
Kaapverdië ·
Kameroen ·
Kenia ·
Koeweit ·
Kroatië ·
Letland ·
Libanon ·
Liberia ·
Libië ·
Madagaskar ·
Malawi ·
Mali ·
Malta ·
Marokko ·
Mauritanië ·
Mauritius ·
Mexico ·
Mozambique ·
Namibië ·
Nederland ·
Nieuw-Zeeland ·
Niger ·
Nigeria ·
Noorwegen ·
Oeganda ·
Oekraïne ·
Oman ·
Oostenrijk ·
Panama ·
Peru ·
Polen ·
Portugal ·
Qatar ·
Roemenië ·
Rusland ·
Rwanda ·
Saoedi-Arabië ·
Sao Tomé en Principe ·
Senegal ·
Servië en Montenegro ·
Seychellen ·
Sierra Leone ·
Slovenië ·
Soedan ·
Somalië ·
Sovjet-Unie ·
Spanje ·
Swaziland ·
Syrië ·
Tanzania ·
Togo ·
Tsjaad ·
Turkije ·
Uruguay ·
Verenigde Arabische Emiraten ·
Verenigde Staten ·
Wales ·
Wit-Rusland ·
Zambia ·
Zimbabwe ·
Zuid-Afrika ·
Zuid-Jemen ·
Zuid-Korea ·
Zweden ·
Zwitserland
België (2018) ·
Engeland (2018) ·
Oekraïne (2006) ·
Panama (2018) ·
Saoedi-Arabië (2006) · 
Spanje (2006)